# Cranichis candida
Cranichis candida é uma espécie de  planta do grupo Cranichis.

## Taxonomia
A espécie foi decrita em 1895 por Alfred Cogniaux.
Os seguintes sinônimos já foram catalogados:
- Cystochilum candidum  Barb.Rodr.
- Cranichis bradei  Schltr.
- Cranichis micrantha  Griseb.
- Cranichis microphylla  Porsch
- Cranichis nudilabia  Pabst
- Cranichis parviflora  L.O.Williams
- Cranichis similis  Rchb.f.

## Conservação
A espécie faz parte da Lista Vermelha das espécies ameaçadas do estado do Espírito Santo, no sudeste do Brasil.

## Distribuição
A espécie é endêmica do Brasil e encontrada nos estados brasileiros de Alagoas, Distrito Federal, Espírito Santo, Goiás, Minas Gerais, Pernambuco, Paraná, Rio de Janeiro, Rio Grande do Sul, Santa Catarina, Sergipe e São Paulo. A espécie é encontrada nos  domínios fitogeográficos de Cerrado, Mata Atlântica, Pampa, em regiões com vegetação de mata ciliar, floresta estacional decidual, floresta ombrófila pluvial e mata de araucária.

## Ecologia
Suas raízes são cobertas por uma epiderme especializada, o velamen, que auxilia na absorção de água e nutrientes.